# Phaedroteleia armata
Phaedroteleia armata är en stekelart som beskrevs av Jean-Jacques Kieffer 1916. Phaedroteleia armata ingår i släktet Phaedroteleia och familjen Scelionidae. Inga underarter finns listade i Catalogue of Life.